# سرخرگ سینه‌ای بیرونی
سرخرگ سینه‌ای بیرونی یا شریان توراسیک خارجی (انگلیسی: Lateral thoracic artery) از قدام بخش دوم سرخرگ زیربغلی (اگزیلاری) در خلف کنارهٔ تحتانی خارجی ماهیچه سینه‌ای کوچک (پکتورالیس مینور) جدا می‌شود. در طول کنار خارجی ماهیچه سینه‌ای کوچک سیر می‌کند تا به جدار طرفی قفسه سینه می‌رسد و قسمت‌های خارجی قفسه سینه و سینه را تغذیه می‌کند. این شریان به جدارهای قدامی و داخلی زیر بغل (اگزیلا) خون‌رسانی می‌کند.
سرخرگ سینه‌ای بیرونی به ماهیچه‌های سینه‌ای، ماهیچه دندانه‌ای پیشین (سراتوس انتریور)، زیرکتفی (ساب‌اسکاپولاریس) داده و غده‌های لنفاوی زیربغلی را تغذیه می‌کند. در زنان این سرخرگ درشت‌تر است و در اطراف کنارهٔ تحتانی ماهیچه سینه‌ای بزرگ شاخه‌هایی از شریان جدا می‌شود و شاخه‌های پستانی خارجی به قسمت خارجی پستان می‌فرستد.
این سرخرگ در انتها با سرخرگ‌های سینه‌ای درونی و میان‌دنده‌ای (اینترکوستال) اناستوموز می‌شود.